# 김석권
김석권(Seok-Kwun Kim)은 동아대학교 병원의 교수였다. 주요 수술 분야로는 두개안면성형 중 입술입천장갈림증(언청이)와 성전환 수술이 있는데, 원래 두개안면성형을 하다가 1986년 한 환자가 찾은 것을 계기로 성전환 수술에 진출하였다. 하리수(수술 당시 법적 이름 이경엽)에게 성전환 수술을 집도하고 그의 결혼 당시 주례를 선 것으로 유명하다. 정년 퇴임 후 온종합병원으로 이적하여 성전환 수술 등의 성형수술을 이어가고 있다. 또 예술 분야로도 진출했다.

## 같이 보기
- 장송선
- 김결희